# Conferência Sudeste da Liga BFA 2019 - Elite
A Conferência Sudeste é uma das quatro conferências da Liga BFA 2019 - Elite. Na conferência são dez times divididos em dois grupos: A e B. Os times enfrentam os adversários dentro de seu próprio grupo e dois times do outro grupo. O vencedor de cada grupo se classifica diretamente aos Playoffs, juntamente com os dois times de melhor campanha, independente do grupo. O vencedor do grupo de melhor campanha recebendo o quarto colocado e o outro vencedor de grupo recebendo o terceiro. O campeão da conferência enfrenta o campeão da Conferência Nordeste. A pior equipe da conferência sendo rebaixada para a Liga BFA 2020 - Acesso.

## Classificação
Classificados para os Playoffs estão marcados em verde e em rosa o rebaixado à Liga BFA 2020 - Acesso.
O símbolo # indicada a classificação dentro da conferência.
Grupo A
| Pos | Times                      | V | E | D | PCT   | PF  | PS  | SP   |
| --- | -------------------------- | - | - | - | ----- | --- | --- | ---- |
| 1   | Galo FA #1                 | 6 | 0 | 0 | 1.000 | 181 | 42  | 139  |
| 2   | Portuguesa FA #3           | 5 | 0 | 1 | .833  | 214 | 76  | 138  |
| 3   | Flamengo Imperadores       | 3 | 0 | 3 | .500  | 135 | 99  | 36   |
| 4   | Ribeirão Preto Challengers | 2 | 0 | 4 | .333  | 72  | 169 | -97  |
| 5   | Macaé Oilers               | 0 | 0 | 6 | .000  | 74  | 204 | -130 |

Grupo B
| Pos | Times                    | V | E | D | PCT   | PF  | PS  | SP  |
| --- | ------------------------ | - | - | - | ----- | --- | --- | --- |
| 1   | Vasco Almirantes #2      | 6 | 0 | 0 | 1.000 | 207 | 61  | 146 |
| 2   | Tritões FA #4            | 4 | 0 | 2 | .833  | 151 | 130 | 21  |
| 3   | América Locomotiva       | 2 | 0 | 4 | .333  | 81  | 179 | -98 |
| 4   | São Paulo Storm          | 1 | 0 | 5 | .167  | 53  | 146 | -93 |
| 5   | Corinthians Steamrollers | 1 | 0 | 5 | .167  | 104 | 166 | -62 |

### Resultados
Primeira Rodada
| 29 de junho 14:00 UTC -3 | Relatório | Portuguesa FA | 31–13 | Flamengo Imperadores |  | Estádio do Ibirapuera, São Paulo-SP |  |

| 13 de julho 17:00 UTC -3 | Relatório | Galo FA | 29–06 | Tritões FA |  | Sesc Venda Nova, Belo Horizonte-MG |  |

| 21 de julho 14:00 UTC -3 | Relatório | Macaé Oilers | 25–39 | Vasco Almirantes |  | Estádio Municipal, Rio das Ostras-RJ |  |

Segunda Rodada
| 27 de julho 10:00 UTC -3 | Relatório | Portuguesa FA | 38–20 | Corinthians Steamrollers |  | Estádio do Canindé, São Paulo-SP |  |

| 27 de julho 14:00 UTC -3 | Relatório | Flamengo Imperadores | 35–22 | América Locomotiva |  | Faculdade Universo, Belo Horizonte-MG |  |

| 28 de julho 10:00 UTC -3 | Relatório | Ribeirão Preto Challengers | 23–15 | São Paulo Storm |  | Centro Universitário Moura Lacerda, Ribeirão Preto-SP |  |

| 3 de agosto 14:00 UTC -3 | Relatório | Tritões FA | 28–23 | Macaé Oilers |  | Estádio Toca do Índio, Vila Velha-ES |  |

Terceira Rodada
| 10 de agosto 15:00 UTC -3 | Relatório | Ribeirão Preto Challengers | 07–38 | Galo FA |  | Centro Universitário Moura Lacerda, Ribeirão Preto-SP |  |

| 10 de agosto 19:30 UTC -3 | Relatório | Corinthians Steamrollers | 20–28 | América Locomotiva |  | Parque São Jorge, São Paulo-SP |  |

| 17 de agosto 14:30 UTC -3 | Relatório | São Paulo Storm | 00–37 | Vasco Almirantes |  | CT Touchdown, São Paulo-SP |  |

Quarta Rodada
| 24 de agosto 16:00 UTC -3 | Relatório | Tritões FA | 41–16 | Corinthians Steamrollers |  | Estádio do Sumaré, Cachoeiro de Itapemirim-ES |  |

| 31 de agosto 13:30 UTC -3 | Relatório | América Locomotiva | 07–44 | Vasco Almirantes |  | Faculdade Universo, Belo Horizonte-MG |  |

| 31 de agosto 14:00 UTC -3 | Relatório | Macaé Oilers | 12–16 | Ribeirão Preto Challengers |  | Estádio Municipal, Rio das Ostras-RJ |  |

| 31 de agosto 14:30 UTC -3 | Relatório | São Paulo Storm | 00–42 | Portuguesa FA |  | CT Touchdown, São Paulo-SP |  |

| 31 de agosto 18:00 UTC -3 | Relatório | Galo FA | 25–03 | Flamengo Imperadores |  | Sesc Venda Nova, Belo Horizonte-MG |  |

Quinta Rodada
| 14 de setembro 14:00 UTC -3 | Relatório | Corinthians Steamrollers | 14–16 | São Paulo Storm |  | CT Touchdown, São Paulo-SP |  |

| 14 de setembro 14:00 UTC -3 | Relatório | Macaé Oilers | 07–39 | Galo FA |  | Estádio Municipal, Rio das Ostras-RJ |  |

| 15 de setembro 10:00 UTC -3 | Relatório | Ribeirão Preto Challengers | 14–42 | Portuguesa FA |  | Centro Universitário Moura Lacerda, Ribeirão Preto-SP |  |

| 22 de setembro 10:00 UTC -3 | Relatório | Tritões FA | 43–14 | América Locomotiva |  | Estádio do Sumaré, Cachoeiro de Itapemirim-ES |  |

| 22 de setembro 11:00 UTC -3 | Relatório | Vasco Almirantes | 21–10 | Flamengo Imperadores |  | Estádio Rua Bariri, Rio de Janeiro-RJ |  |

Sexta Rodada
| 28 de setembro 17:00 UTC -3 | Relatório | Galo FA | 22–19 | Portuguesa FA |  | Sesc Venda Nova, Belo Horizonte-MG |  |

| 5 de outubro 14:30 UTC -3 | Relatório | Corinthians Steamrollers | 28–12 | Ribeirão Preto Challengers |  | CT Touchdown, São Paulo-SP |  |

| 6 de outubro 10:00 UTC -3 | Relatório | Flamengo Imperadores | 40–00 | Macaé Oilers |  | Estádio Rua Bariri, Rio de Janeiro-RJ |  |

| 6 de outubro 10:00 UTC -3 | Relatório | América Locomotiva | 10–09 | São Paulo Storm |  | Faculdade Universo, Belo Horizonte-MG |  |

| 6 de outubro 14:30 UTC -3 | Relatório | Vasco Almirantes | 35–13 | Tritões FA |  | Estádio Rua Bariri, Rio de Janeiro-RJ |  |

Sétima Rodada
| 19 de outubro 14:00 UTC -3 | Relatório | São Paulo Storm | 13–20 | Tritões FA |  | CT Touchdown, São Paulo-SP |  |

| 20 de outubro 10:00 UTC -3 | Relatório | Flamengo Imperadores | 34–00 | Ribeirão Preto Challengers |  | Estádio Rua Bariri, Rio de Janeiro-RJ |  |

| 20 de outubro 10:00 UTC -3 | Relatório | Portuguesa FA | 42–07 | Macaé Oilers |  | Estádio do Canindé, São Paulo-SP |  |

| 20 de outubro 10:00 UTC -3 | Relatório | América Locomotiva | 00–28 | Galo FA |  | Faculdade Universo, Belo Horizonte-MG |  |

| 20 de outubro 14:30 UTC -3 | Relatório | Vasco Almirantes | 31–06 | Corinthians Steamrollers |  | Estádio Rua Bariri, Rio de Janeiro-RJ |  |